# Naysa
Naysa (offiziell: Navegación y Servicios Aéreos Canarios, S.A.) war eine spanische Fluggesellschaft mit Sitz in Las Palmas de Gran Canaria und Basis auf dem Flughafen Gran Canaria.

## Geschichte
Naysa wurde am 7. März 1969 gegründet und startete zunächst ab dem Flughafen von Córdoba. Zu ersten Flotte gehörte eine Learjet 35, vier Piper PA-31 Navajo, eine Piper Aztec, eine Piper PA-28 und eine Piper PA-18. Ab 1973 begann der Einsatz auf den Kanarischen Inseln und in der Westsahara mit Charterflügen. Ab 1982 war Naysa die erste Linienfluggesellschaft der Kanaren. Als Spanien 1975 die Westsahara verlor, verlor Naysa Subventionen und geriet in eine wirtschaftliche Schieflage. Ab 1978 erfolgte ein Besitzerwechsel und man verlagerte den Sitz nach Las Palmas de Gran Canaria. Seit 2007 arbeitete Naysa mit Binter Canarias zusammen, um den Interinselverkehr zu stärken.
Im Jahre 2018 wurde das Unternehmen in Binter Canarias integriert; die zu diesem Zeitpunkt betriebenen ATR sowie die Beschäftigten erhielten neue Aufgaben im Binter-Verbund.

## Flugziele
Die Fluggesellschaft operierte im Wetlease als Franchise-Nehmer für Binter Canarias.

## Flotte

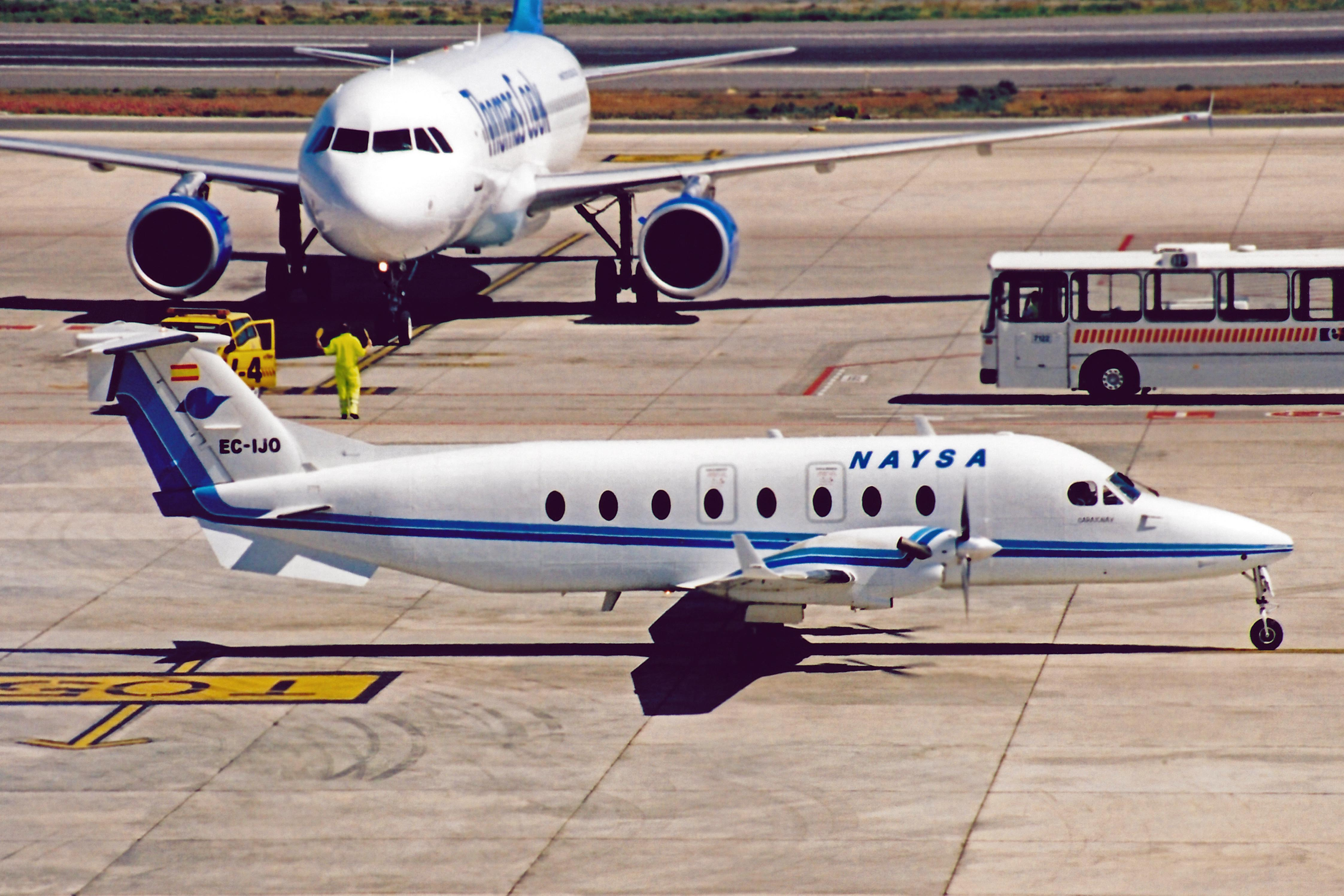
Beechcraft 1900D der Naysa

Mit Stand Januar 2018 besaß Naysa keine eigenen Flugzeuge mehr.
In der Vergangenheit wurden zehn ATR 72-500 für Binter Canarias betrieben. Weiterhin betrieb die Gesellschaft auch noch Flugzeuge des Typs Beechcraft 1900 und ATR 72-200.